# L'Argentièira
L'Argentièira (en occità L'Argentièira, en francès i oficial Largentière) és un municipi francès situat al departament de l'Ardecha i a la regió d'Alvèrnia-Roine-Alps.

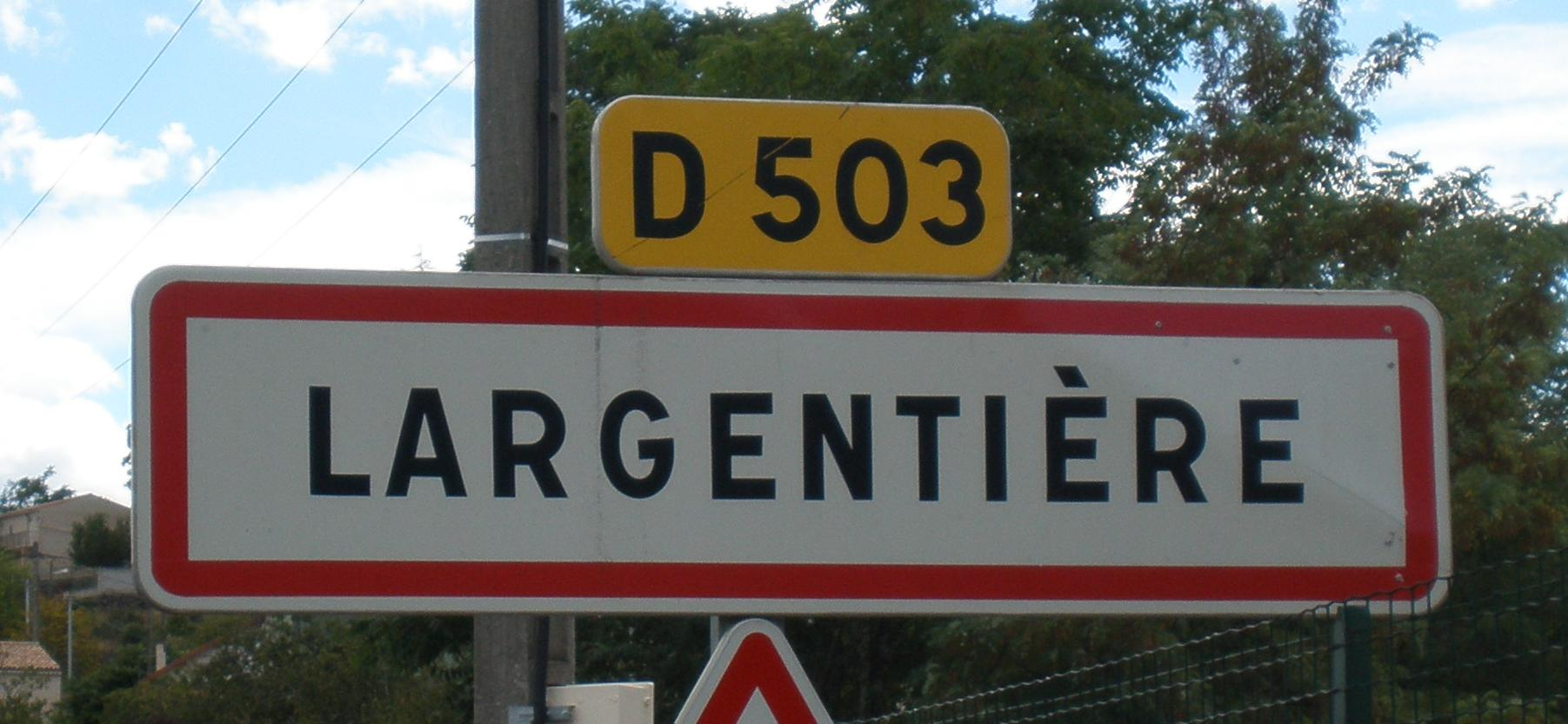
Senyal a l'entrada del poble.